# Platychorista venosa
Platychorista venosa (лат.) — ископаемый вид скорпионниц рода Platychorista из семейства Protomeropidae. Один из древнейших представителей отряда скорпионницы. Ископаемые остатки обнаружены в пермских отложениях (США, Канзас, Elmo, Artinskian pond limestone, Wellington Formation, 270—285 млн лет). Ширина тела 0,9 мм, длина переднего крыла 5,24 мм, ширина 1,49 мм. Включён в состав рода Platychorista Tillyard 1926, близкого к родам скорпионниц Marimerobius, Permomerope, Pseudomerope, Pseudomeropella, Stenomerope, Westphalomerope. Вид был впервые описан в 1926 году австралийско-английским энтомологом Робертом Джоном Тилльярдом (Robert John Tillyard) вместе с Protochorista tetraclada, Permopanorpa martynovi и другими таксонами. Это один из древнейших видов скорпионниц и всех представителей отряда Mecoptera наряду с такими видами как Westphalomerope maryvonneae, Pseudomerope mareki.